# Splendrillia chathamensis
Splendrillia chathamensis é uma espécie de gastrópode do gênero Splendrillia, pertencente a família Drilliidae.